# مصیبت دانش
نفرین دانش (انگلیسی: curse of knowledge) یا گرفتاری دانش یا لعن علم نوعی سوگیری و خطایی ذهنی است و زمانی روی می‌دهد که اشخاص در هنگام گفتگو و یا بحث با دیگران یا هنگام آموزش به دیگران ناخواسته تصور می‌کنند که دیگران هم در زمینه مورد صحبت به اندازه لازم آگاهی دارند که به درستی متوجه مطلب آنها شوند. به بیانی دیگر وقتی ما چیزی را می‌دانیم دیگر نمی‌توانیم خود را در جای کسانی که آن را نمی‌دانند قرار دهیم.
این سوگیری را گاه «گرفتاری متخصص» نیز می‌گویند. برای مثال در کلاس‌های درس معلمان با آموزش به نوآموزان مشکل دارند چرا که نمی‌توانند خود را در جایگاه نوآموز قرارداده و موضوع مورد آموزش را از نقطه نظر آنها ببینند.
یک استاد برجسته دانشگاه در هنگام تدریس احتمالاً  نمی‌تواند این واقعیت را احساس کند  که دانشجویان برای یادگیری مطالب جدید چقدر مشکل دارند. این خطا نشان میدهد که آنچه که تیم آموزشی به عنوان بهترین محتوای تدریس در نظر دارد صرفاً از نقطه نظر آنها بهترین است و نه از نقطه نظر دانش آموزان.